# Камень-Лукавський
Камень-Лукавський (пол. Kamień Łukawski) — село в Польщі, у гміні Двікози Сандомирського повіту Свентокшиського воєводства.
Населення — 136 осіб (2011).
У 1975-1998 роках село належало до Тарнобжезького воєводства.

## Демографія
Демографічна структура на день 31 березня 2011 року:
|          | Загалом | Допрацездатний вік | Працездатний вік | Постпрацездатний вік |
| -------- | ------- | ------------------ | ---------------- | -------------------- |
| Чоловіки | 72      | 10                 | 53               | 9                    |
| Жінки    | 64      | 8                  | 43               | 13                   |
| Разом    | 136     | 18                 | 96               | 22                   |